# Lyndon B. Johnson Űrközpont

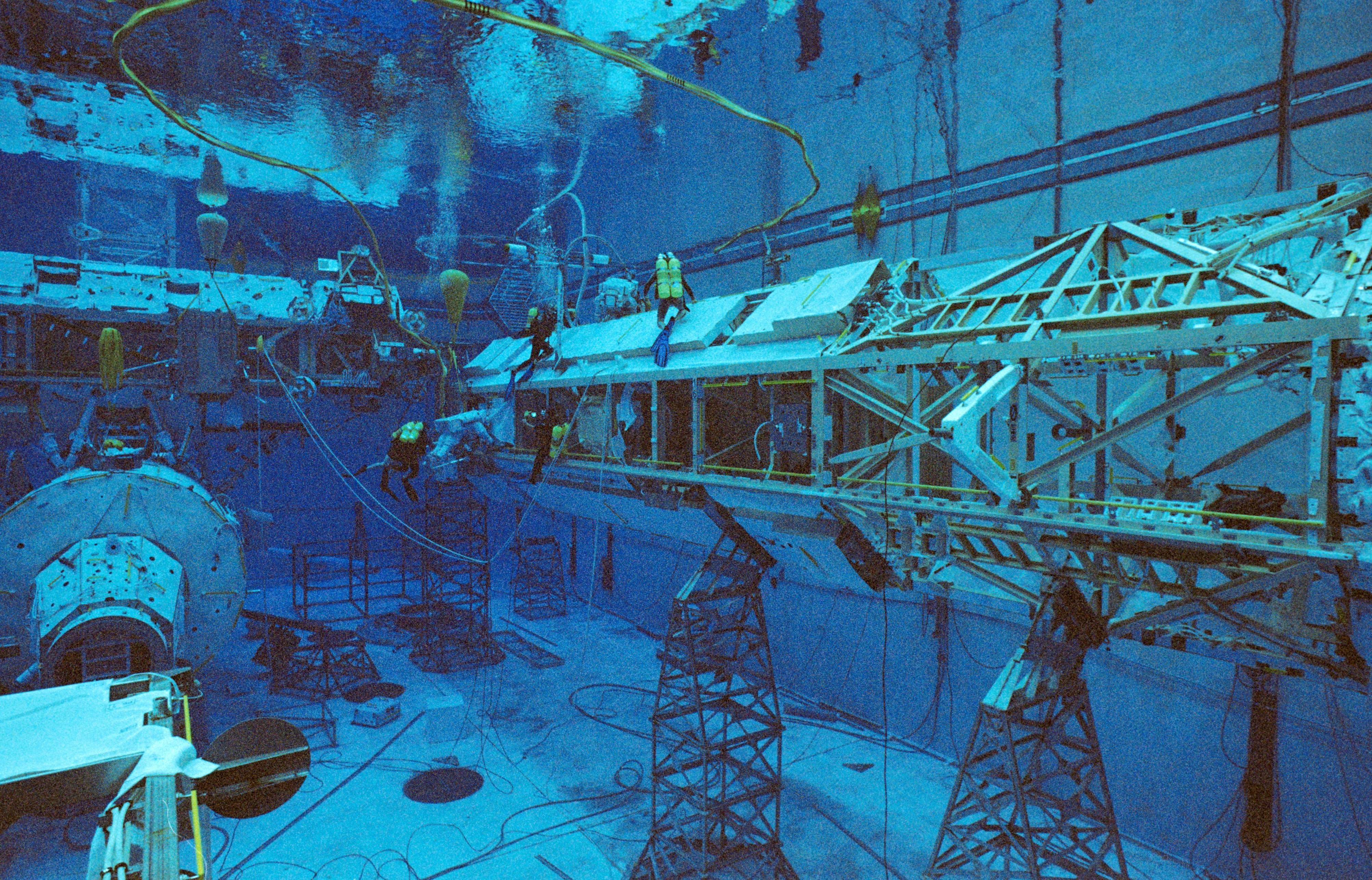
Víz alatti tréning az STS-116-os sorszámú űrrepülésre való fölkészüléskor a NASA Johnson Space Centerben, Houstonban

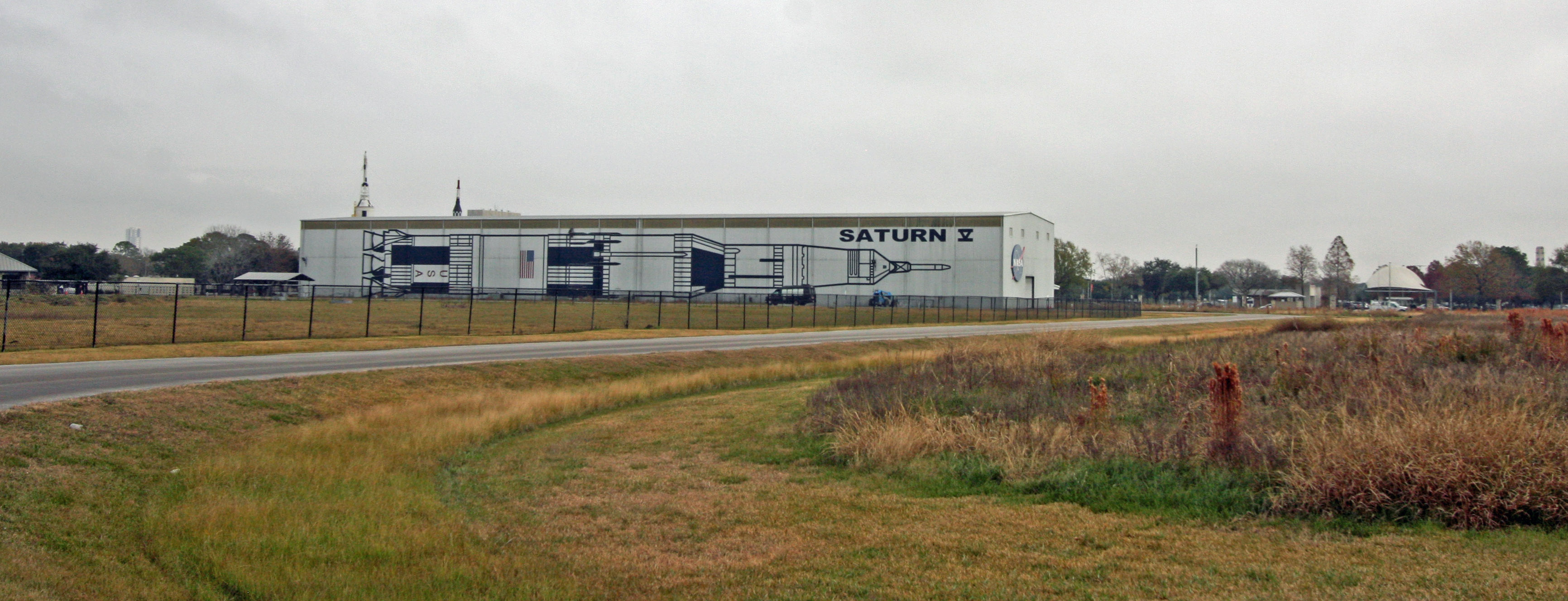
A NASA Johnson Space Center – Johnson Űrközpont – bejárata közelében kiállított Saturn V rakéta épülete

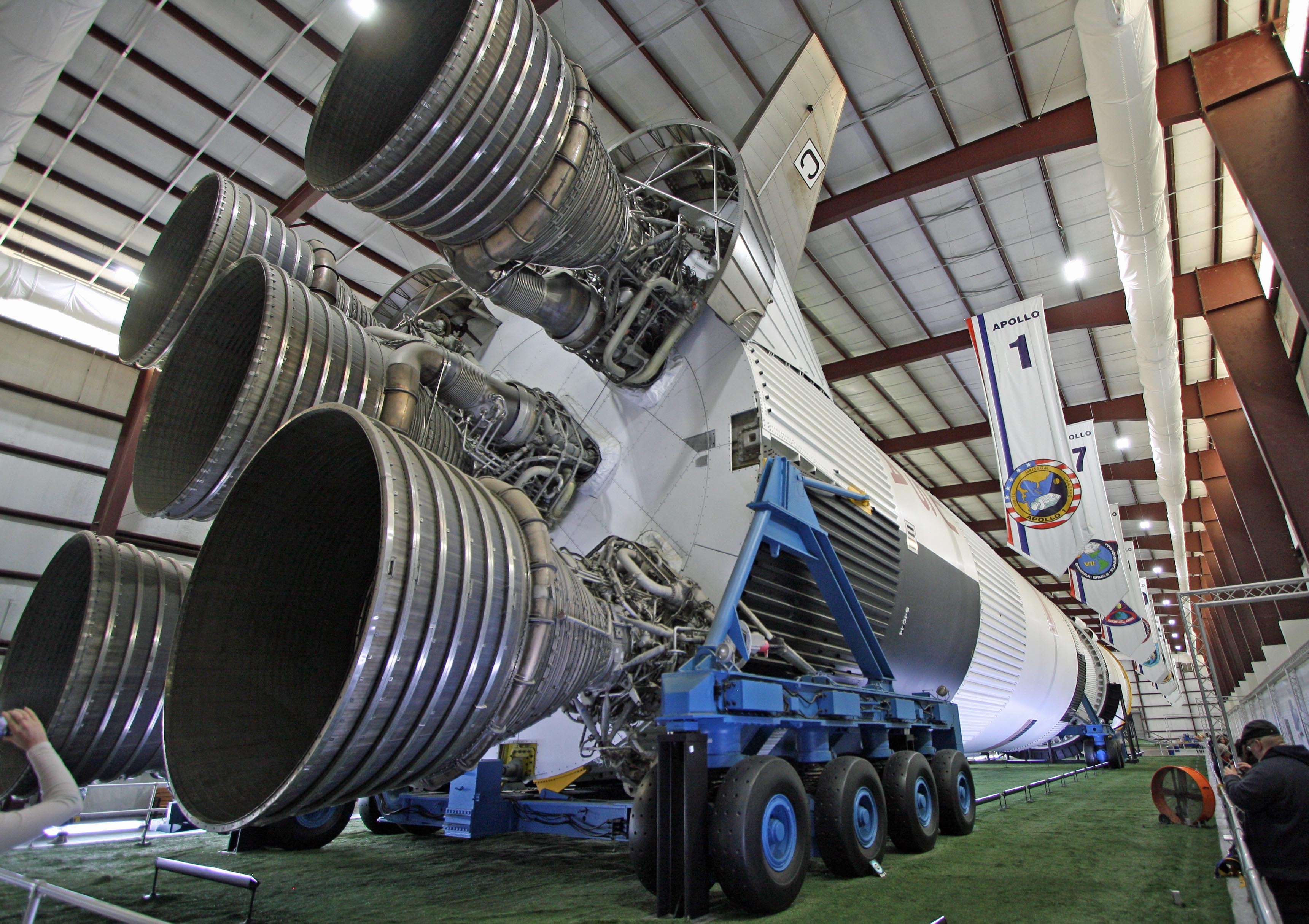
Földi hordozóeszközre szerelt Saturn V rakéta, ami a törölt Apollo-19 küldetés rakétája lett volna

A NASA Johnson Space Center ("JSC") a NASA egyik űrközpontja az Amerikai Egyesült Államokban, Houstonban. Elsősorban az emberrel végzett űrrepülésekre való fölkészülés az egyik fő profilja, de számos kutatásban és fejlesztésben vesznek részt a központ fejlesztői és kutatói.

## Története
Kennedy elnök 1960. május 25-i beszédében jelentette be azt, hogy az Egyesült Államok egy évtizeden belül űrhajósokat küld a Holdra és vissza is hozza onnan azokat. A munka előkészítésére mérnök- és tervező csoport alakult a Langley Kutatóközpontban James E. Webb akkori NASA miniszter vezetésével. A kijelölt program (az Apollo-program) munkáinak megvalósításához új űrközpontok létesítését tűzték ki. Követelmény volt a tengeri elérhetőség a szállításokhoz, repülőterek, kulturális környezet, kellemes éghajlat, az egyetemi és ipari háttér. 1961 szeptemberében született meg a döntés a texasi Houston mellett. Az űrközpont 1963-ban kezdte meg működését. 1973-ban a Texas államból származó Lyndon B. Johnson amerikai elnökről nevezték el, aki nagyban támogatta az űrközpont létesítését az 1960-as évek elején.

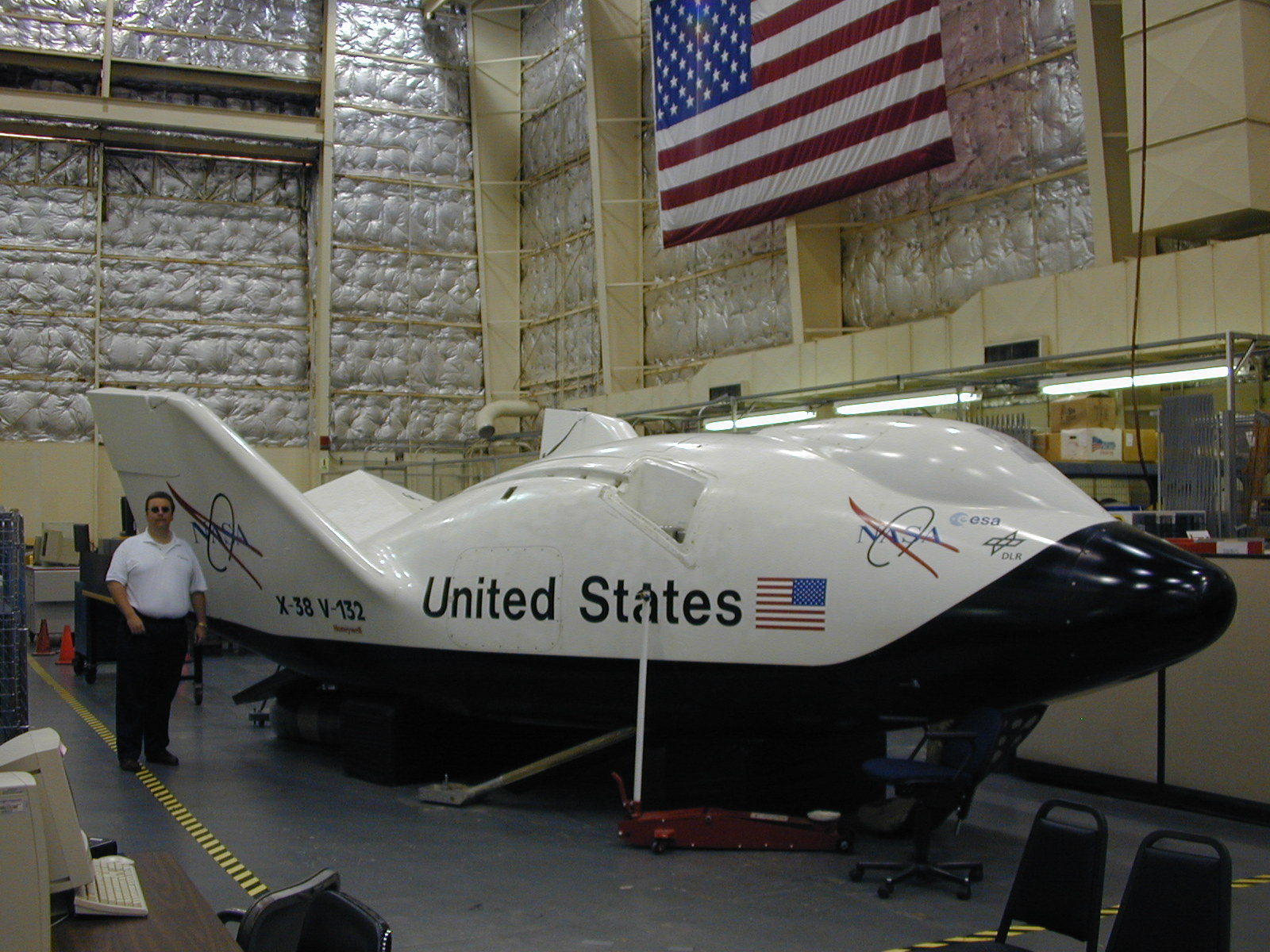
A Johnson Űrközpontban épülő X-38-as mentőűrhajó modellje a szerelőcsarnokban.

## Személyzete
Közel 3000 polgári alkalmazott és mintegy 100 asztronauta dolgozik a JSC alkalmazottjaként. Valójában azonban a szerződéses munkákkal együtt mintegy 15,000 ember tartozik az űrközpont munkaügyi vonzáskörzetébe.

## Fontosabb épületei
Az Apollo-programban a legfontosabb műszaki feladatok az emberes űrrepülés körülményeinek biztosításához kapcsolódtak. A Johnson Űrközpontban elsősorban az emberrel végzett űrrepülésekre való műszaki fejlesztés és az űrhajósok repülésekre történő fölkészülése volt a fő feladat.

### Mission Control – Repülésirányító központ
Az űrközpont legismertebb épületrésze ma is a repülésirányító központ. (Mission Control Center). Innen vezényelték az emberes űrrepüléseket már a Gemini IV. repülésétől fogva. (Ez az épületrész 1962-ben készült el.) Ma már az Egyesült Államok történelmi emlékhelye az a terem, ahonnan az Apollo expedíciók holdra szállásait vezényelték. Ez a terem a 30-as számú épületben található.

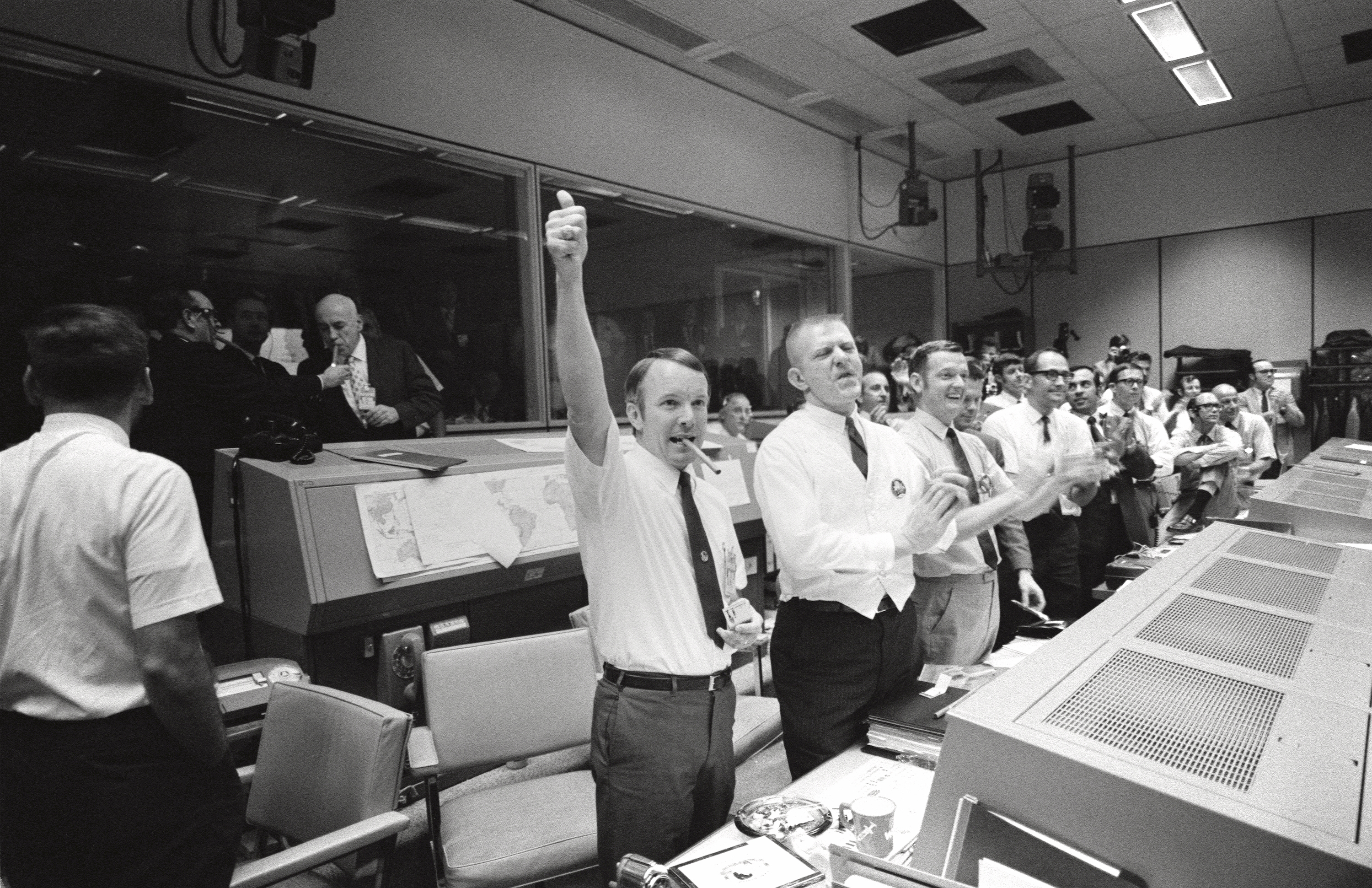
A Mission Control, a Repülésirányító központ sikeresen levezényelte az Apollo–13 vízreszállását

### Vízalatti tesztek gyakorlóterme
Nevezetes és látványos egysége a központnak az a létesítmény, ahol egy hatalmas víztartályt építettek a víz alatti űrhajósgyakorlatok elvégzésére. Ezek a gyakorlatok készítik föl az űrhajósokat az űrséták során végzendő szerelési munkákra. Képünk azt mutatja, amikor az űrhajósok gyakorolják a Nemzetközi Űrállomás napelemtábláit tartó vázszerkezetet összeszerelését.

### Holdkőzetek fogadóbázisa
Különleges és szintén ismert egysége a Johnson Űrközpontnak a Planetáris Anyagok Laboratóriuma. Itt fogadták az Apollo expedíciókon gyűjtött holdkőzeteket. Itt tárolják egy részüket és itt végzik vizsgálatukat is. Nitrogén gázban tárolják a holdi mintákat, leforrasztott fémtasakokban. A holdkőzetek egy részét az Egyesült Államok más értékmegőrző bázisán tárolják.

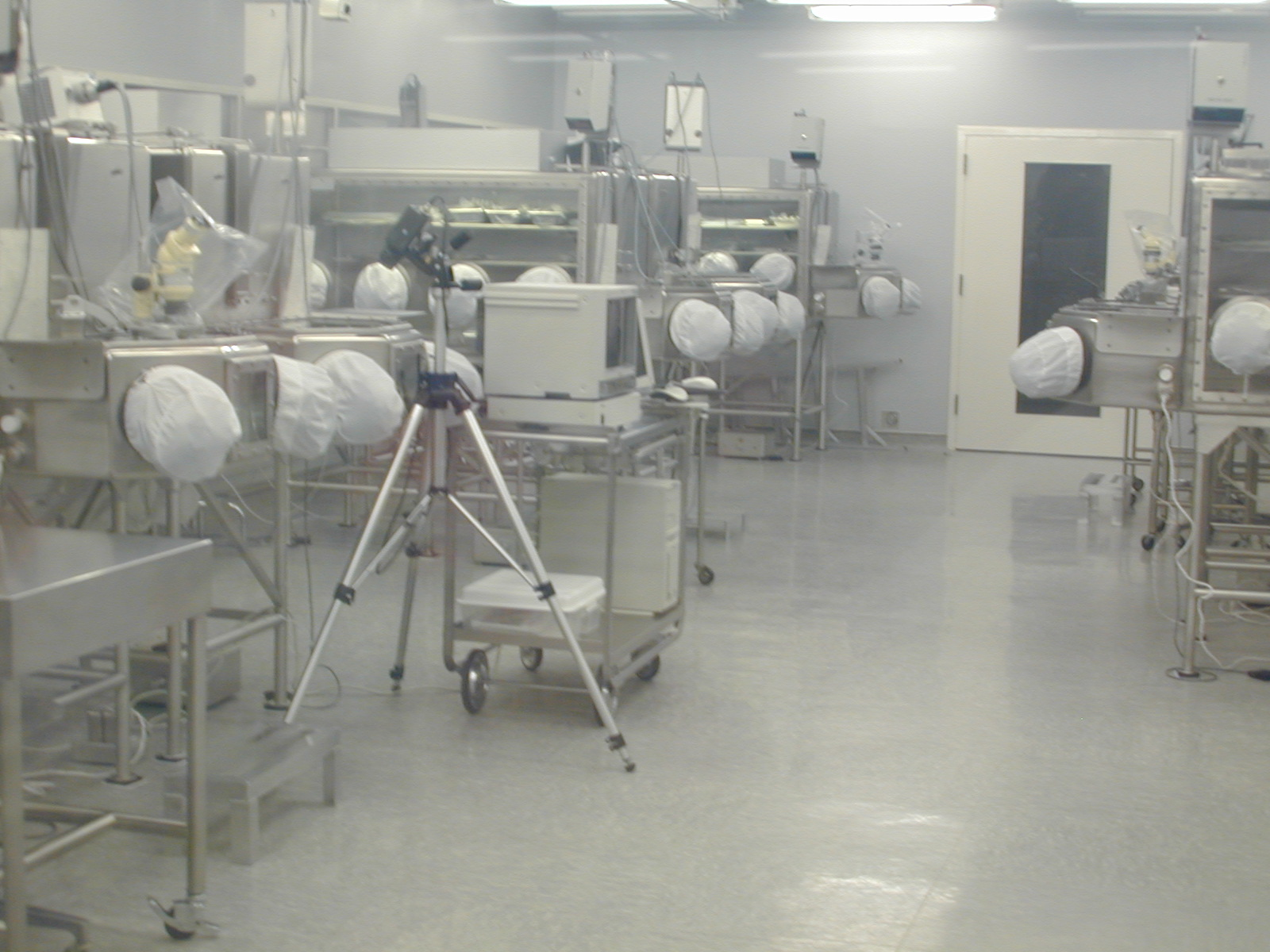
A NASA JSC Holdkőzet Laboratóriumának belső részlete

Ettől a laboratóriumtól kölcsönzi az Eötvös Loránd Tudományegyetem, a TTK (és az MTA Geonómiai Tudományos Bizottsága) közös együttműködésében, a Kozmikus Anyagokat Vizsgáló Űrkutató Csoport munkái keretében a NASA Holdkőzetek gyűjteményét is. Több magyar kutató látogatott el már ebbe a laboratóriumba is.

## Lunar and Planetary Institute (LPI) – Holdi és bolygókutatási Intézet
A holdra szállás és a bolygókutatás eredményeinek földolgozására külön kutatóintézet csatlakozik a Johnson Space Centerhez. Ez az intézmény tart fönn egy pompás könyvtárat is. 40 éve szervezi az LPI a világhírű Lunar and Planetary Science Conferences-t, a Holdi és bolygókutatási konferenciákat. Ezeket jelentős számú magyar kutató látogatta az elmúlt 15 évben.

## Space Center Houston
Csak közvetve kapcsolódik a Johnson Space Centerhez az a múzeumi egység, amely a nagyközönség számára mutatja be az űrkutatás eredményeit. Pazar látványosságai miatt a magyar kutatók csak űrbúcsúnak nevezik, hiszen a látványosságok vetekszenek a régi magyar búcsúkban látható szórakozásokkal, csakhogy itt minden az űrrepülés varázslatát szolgálja. Rendszeresen fogad az Űrbúcsú diákcsoportokat és az óvodás kortól az egyetemistákig és a polgárokig minden korosztály talál magának bejárnivalót, tanulnivalót, kipróbálnivalót. Nagy élmény az eredeti űreszközök kiállítása: a Mercury, Gemini, Apollo kabinok kiállított egységei, a Skylab és a Szojuz-Apollo makett és sok más egység életnagyságú, bejárható modellje vagy hasonmása.

### Szabadtéri kiállítások
Sokáig a szabad ég alatt volt látható egy hosszában elfektetett Saturn V rakéta is, valamint több nagyméretű rakétafokozat. (Pl. az S-IVB fokozat.) A rakéta a törölt Apollo 19-es repülés rakétája lett volna.

## Képgaléria

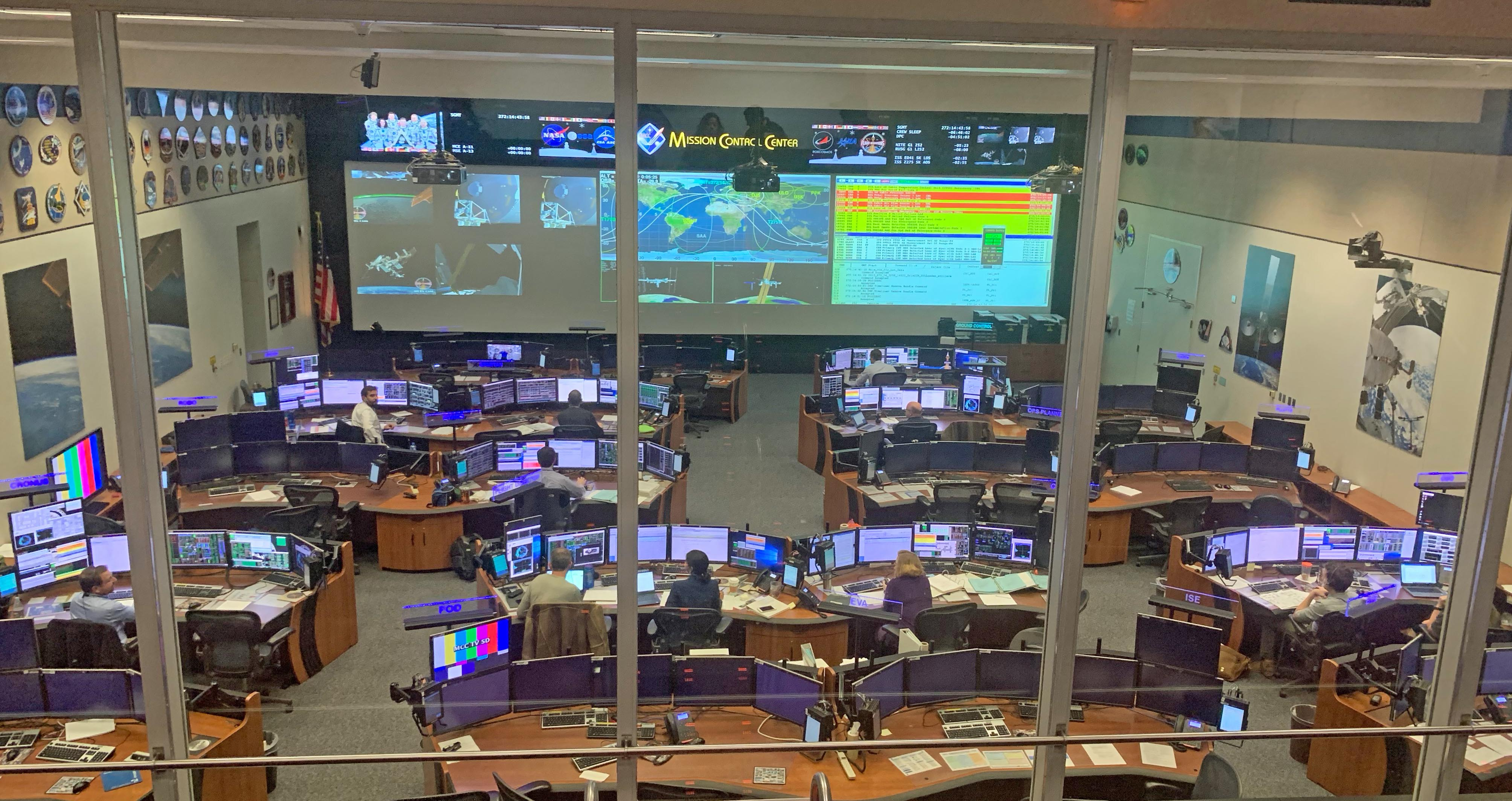
A Nemzetközi Űrállomással kapcsolatot tartó irányítóközpont a Christopher C. Kraft, Jr. Mission Control Center épületében
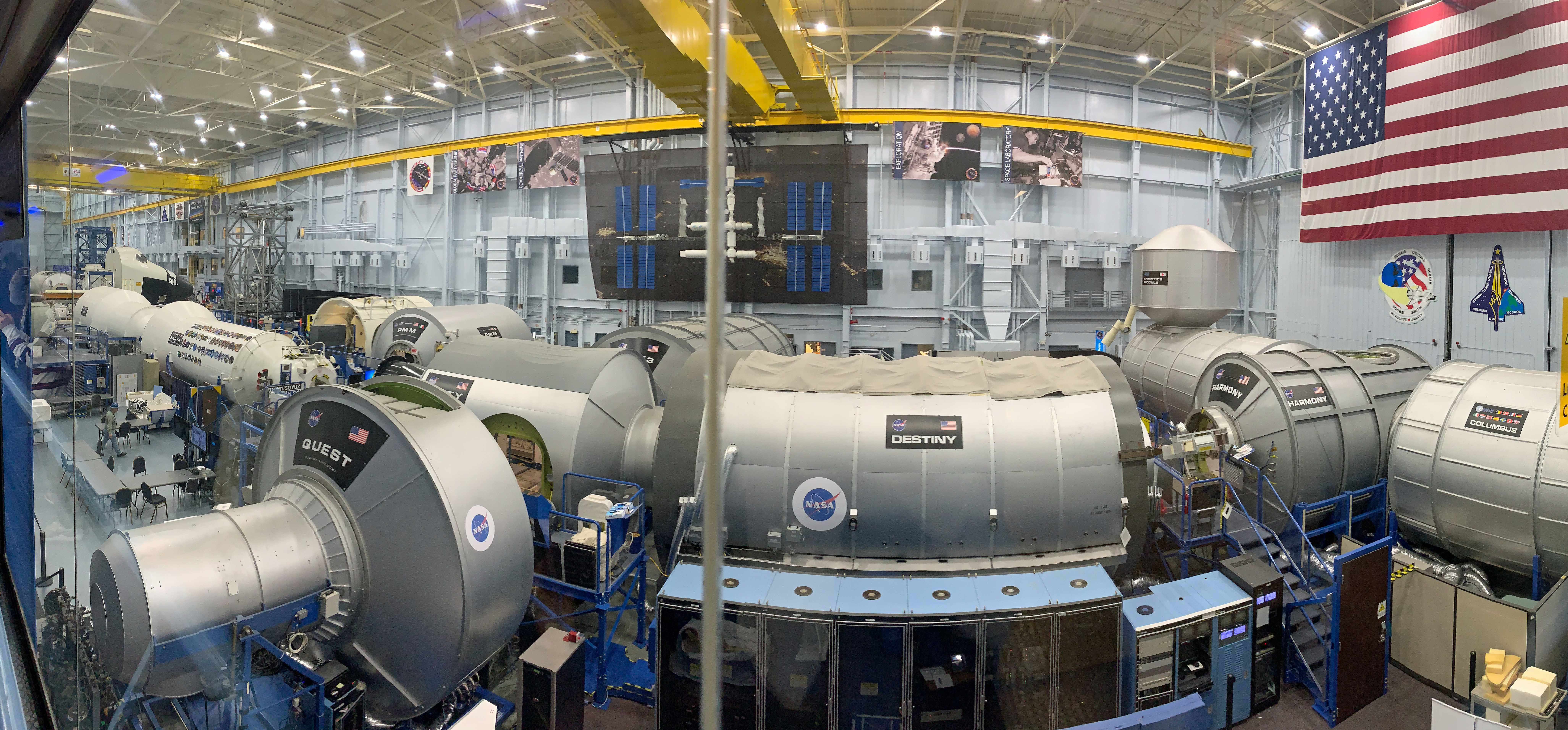
Űrhajós kiképző központ, NASA Johnson Space Center, Houston, 9-es épület. 1980 óta az összes NASA űrhajós megfordult ezen a helyen
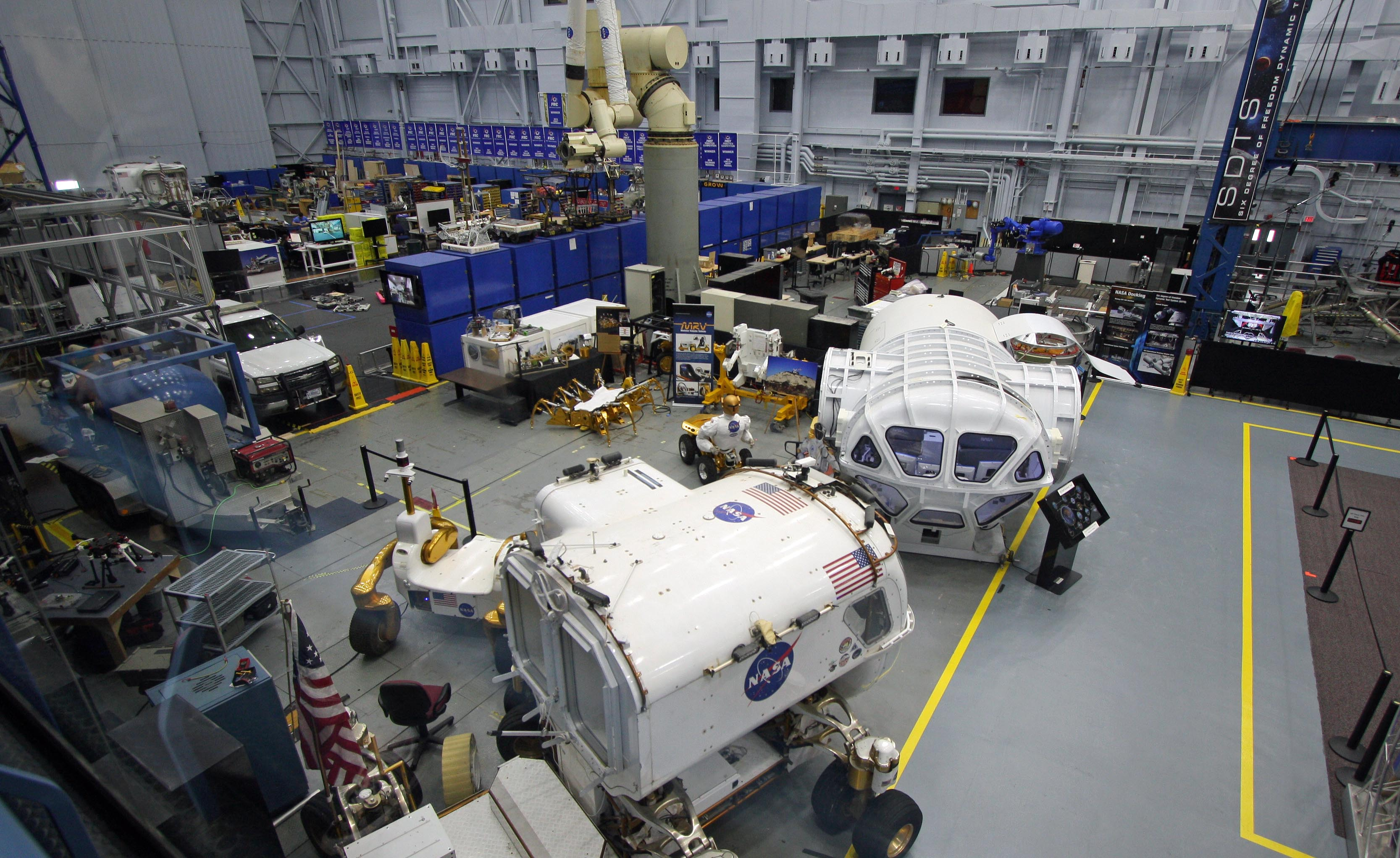
Űrjármű tervező és fejlesztő műhely, NASA Johnson Space Center, Houston, 9-es épület
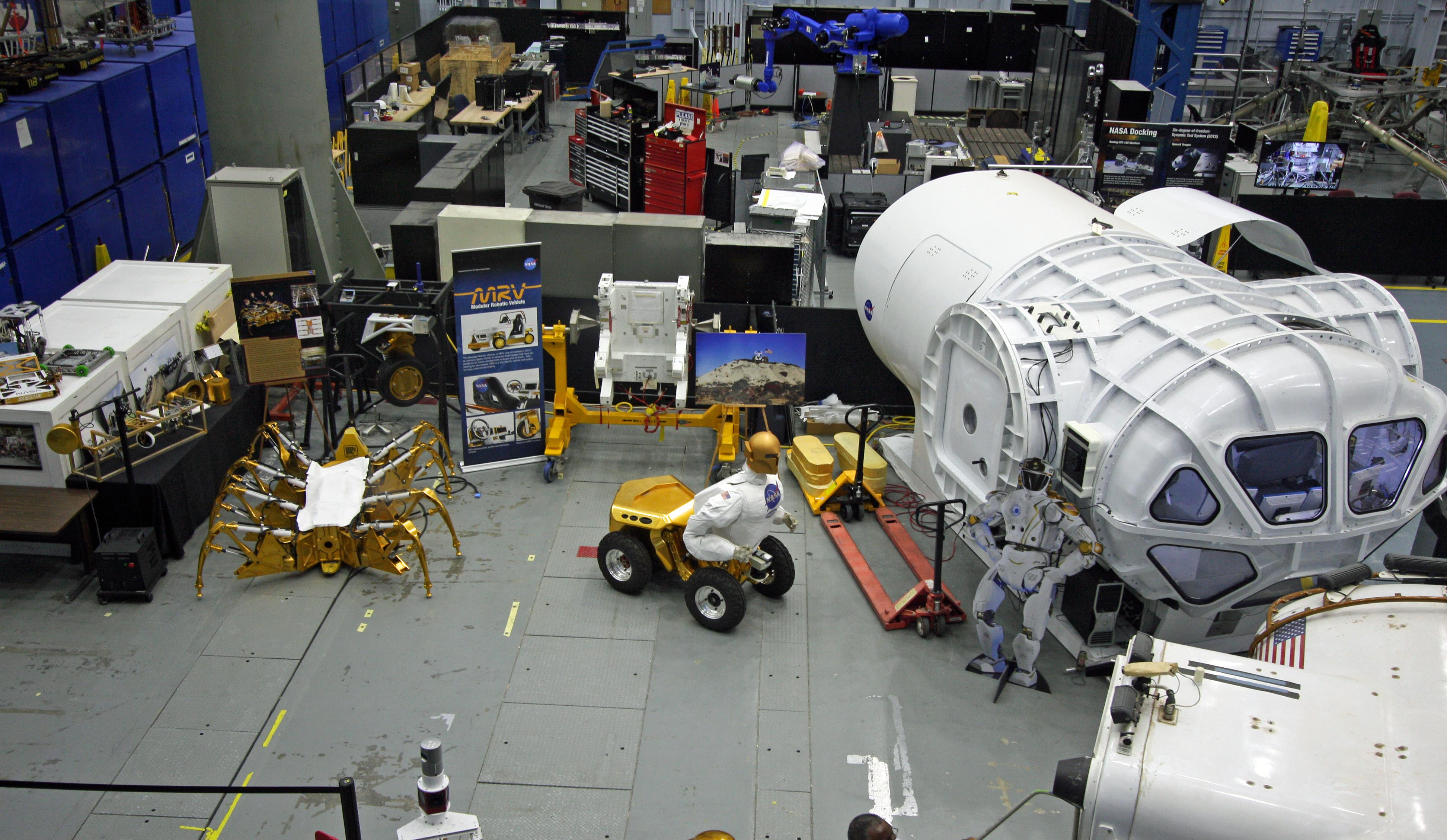
Űrjármű tervező és fejlesztő műhely. A modulokból nagyobb egységekké összeszerelhető járműveket a Holdra és Marsra indítandó küldetésekhez tervezik
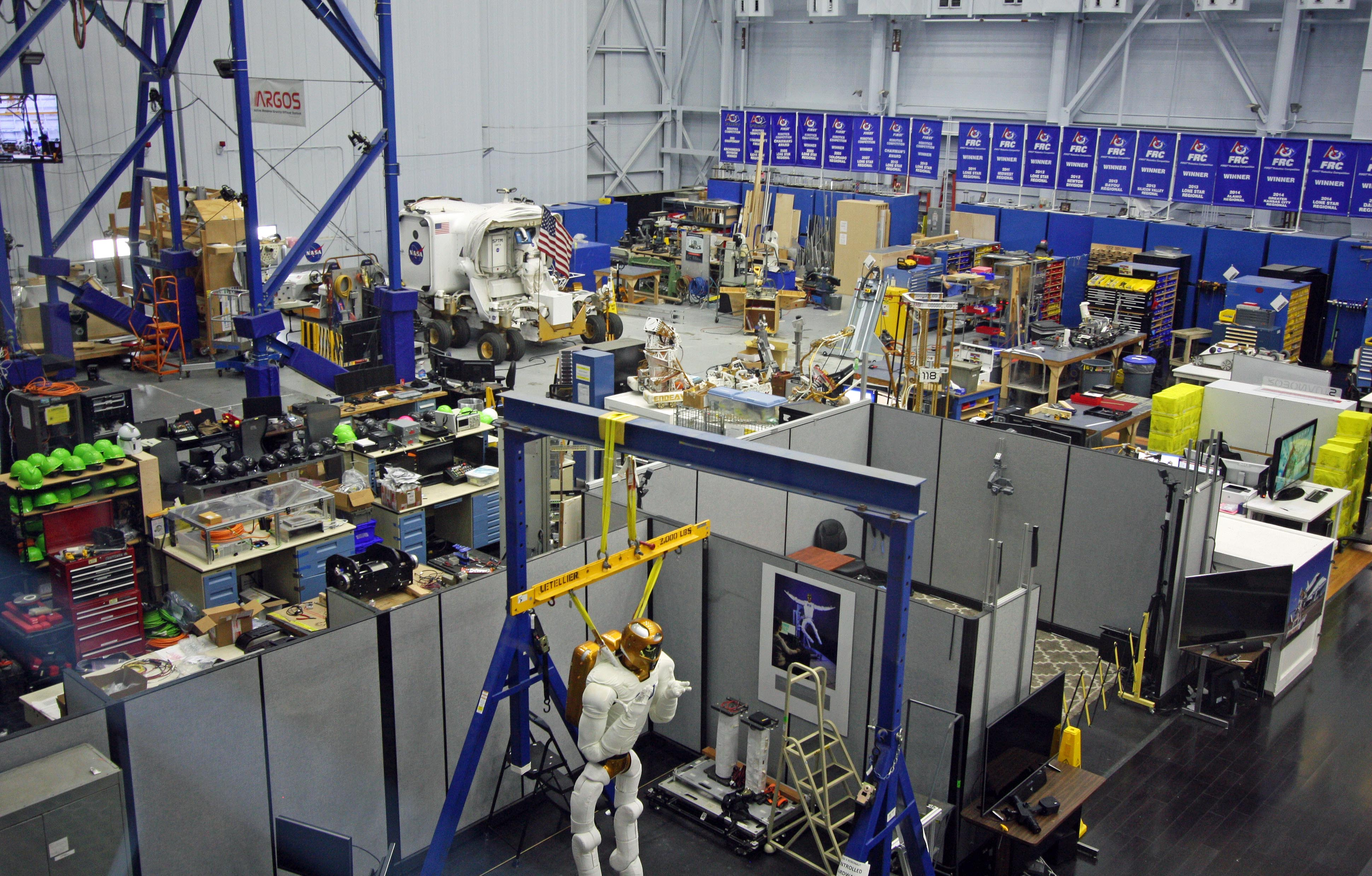
Holdi és marsi körülmények között, munkavégzésre alkalmas robotok tervező és fejlesztő műhelye, NASA Johnson Space Center, Houston
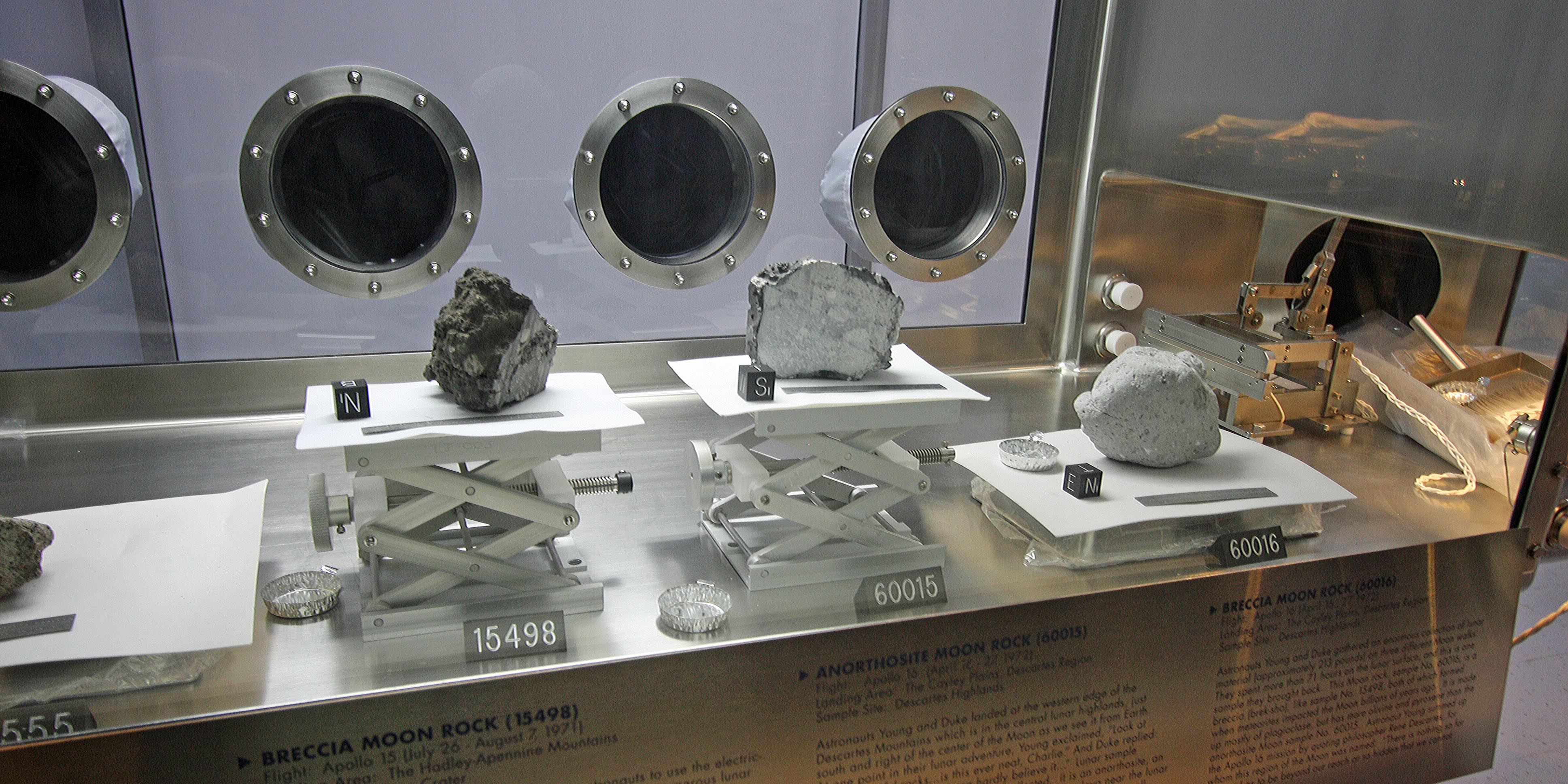
A NASA JSC Holdkőzet Laboratóriumának egyik holdkőzet tárolója